# Val d’Orcia
Die Landschaft des Val d’Orcia (Orciatal) liegt im südlichen Teil der Provinz Siena in der Toskana, Italien. Der Name ist vom Fluss Orcia abgeleitet. Seit 2004 gehört das Val d’Orcia zum Weltkulturerbe der UNESCO.

## Beschreibung
Das Tal ist Teil des landwirtschaftlichen Hinterlandes von Siena, welches bei seiner Besiedlung durch den Stadtstaat im 14. und 15. Jahrhundert umgestaltet und entwickelt wurde, um das idealisierte Modell einer guten Regierung widerzuspiegeln und ein ästhetisch ansprechendes Landschaftsbild zu erzeugen.
Die auffällige Ästhetik der Landschaft mit ihren flachen Ebenen, aus denen sich fast schon kegelförmige Hügel erheben, inspirierte viele Künstler. In der Renaissance lieferte die Gegend insbesondere den Künstlern der Schule von Siena zahlreiche Motive für ihre Landschaftsbilder. Ihre Gemälde befassen sich mit der Schönheit landwirtschaftlich bewirtschafteter Gegenden und der Harmonie von Mensch und Natur.
Die Landschaft ähnelt den Crete Senesi, auch hier dominieren Biancane (weiße Gesteinsart) und Calanchi (Erosionsrinnen).

## Geografie

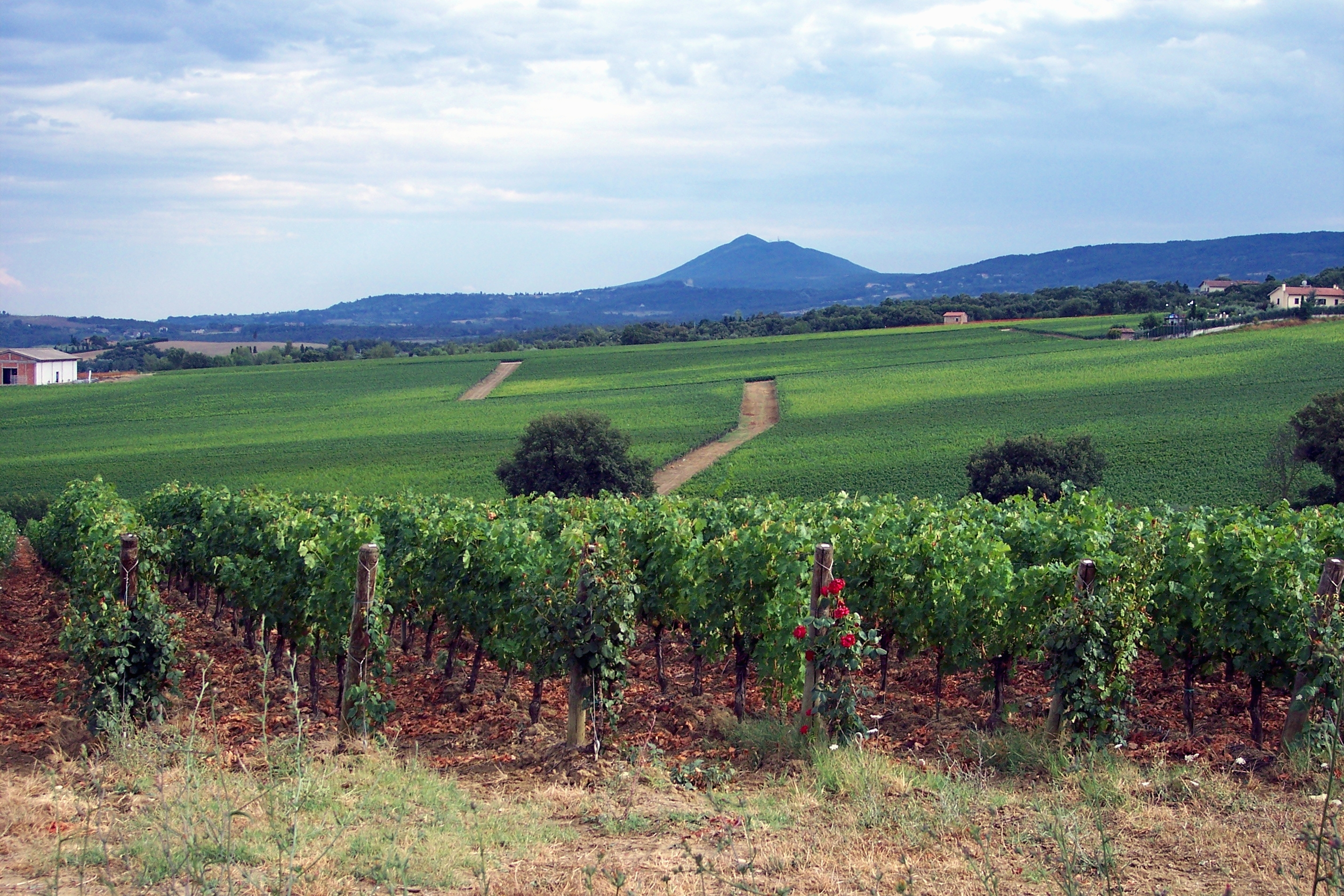
Weinanbau im Val d’Orcia, Monte Amiata im Hintergrund

Das Val d’Orcia setzt sich aus den fünf Gemeinden Castiglione d’Orcia, Montalcino, Pienza, Radicofani und San Quirico d’Orcia zusammen und liegt an den nördlichen Ausläufern des Berges Monte Amiata. Im Talgebiet fließen unter anderem die Flüsse Asso, Formone, Orcia, Vellora und Vivo. Das Gebiet hat eine Fläche von 61.188 Hektar. Die Gegend wird durchquert von der historischen Via Francigena und der römischen Via Cassia, die teilweise streckengleich sind. Im Nordwesten grenzt die Landschaft an die Crete Senesi, im Nordosten an das Chianatal (Val di Chiana, auch Valdichiana).

## Geschichte

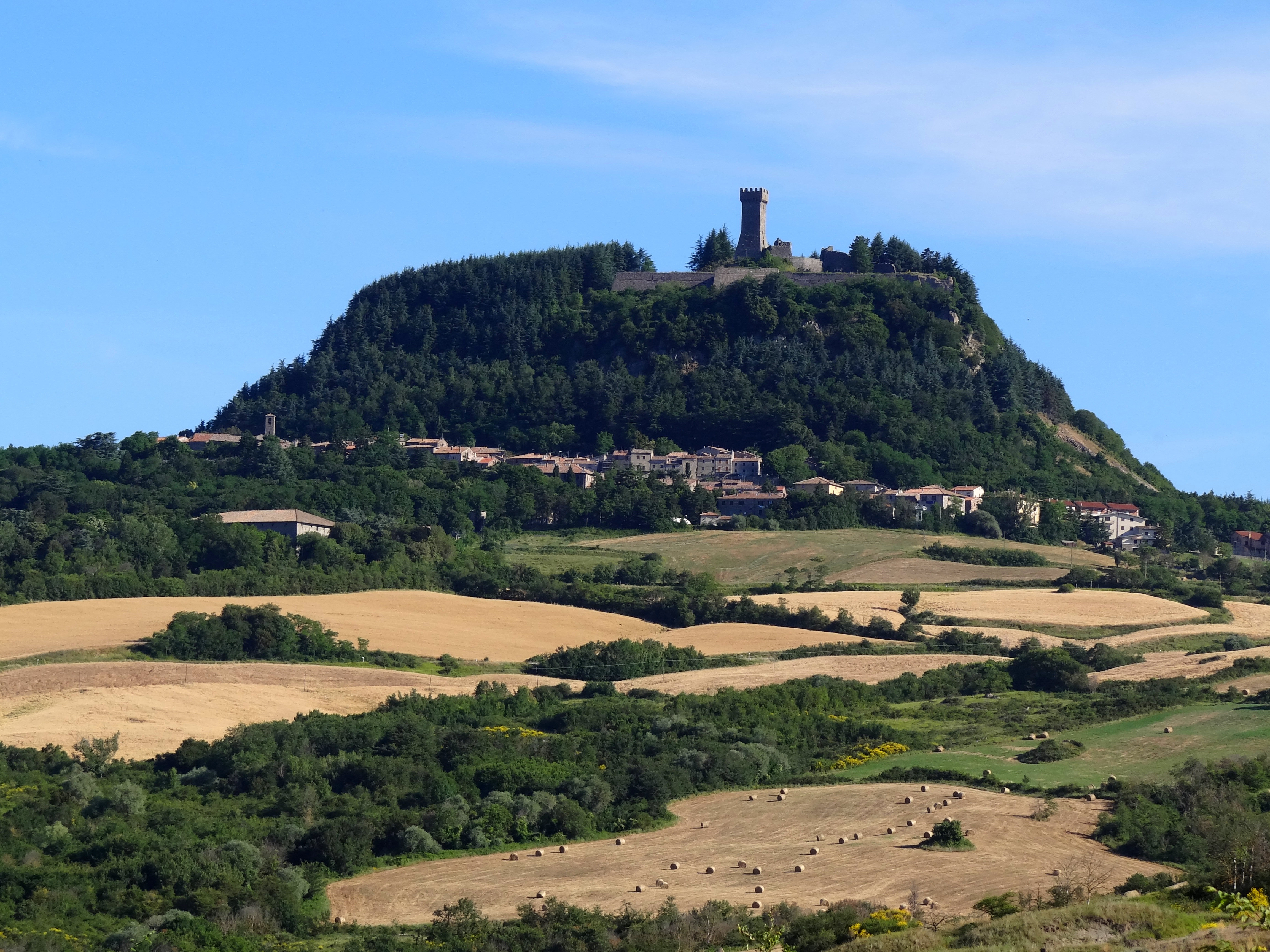
Radicofani im Val d’Orcia

Großen Einfluss auf das Gebiet hatte bis zum frühen Spätmittelalter die Familie der Aldobrandeschi, die in Rocca d’Orcia bis zum Jahr 1250 Statthalter hatten. Danach übernahmen zunehmend Familien aus Siena die Kontrolle über das Tal, wie zuerst die Salimbeni, die in der Gegend um Castiglione d’Orcia und Radicofani stärker wurden. Nach deren Niederlage gegen die Republik Siena 1418 übernahmen dann weitere Familien aus Siena die Herrschaft über das Territorium, wobei die Familie der Piccolomini und besonders deren berühmtester Papst, Pius II., hervorragten. Unter ihm und seinem Architekten Bernardo Rossellino wurde aus dem kleinen Ort Corsignano die heutige Gemeinde Pienza und die Konkathedrale Santa Maria Assunta entstand. Weitere Bauprojekte, wie der Staudamm am Fluss Orcia zur Versorgung von Pienza, scheiterten am Tod Pius II. im Jahr 1464. Im Konflikt zwischen Siena und dem Florenz der Medici spielte Montalcino eine wichtige Rolle, als die Regierung von Siena nach der Belagerung der Stadt von 1555 bis 1559 in Montalcino residierte, dann aber nach dem Frieden von Cateau-Cambrésis aufgab. Danach wurde das Val d’Orcia Teil des Großherzogtum Toskana, und erlebte unter den Medici Verbesserungen der Infrastruktur an der Via Francigena / Via Cassia.
Im Zweiten Weltkrieg hatte das Orciatal eine strategische Position als Vorposten der Gotenstellung, bei der mehrere Kriegsverbrechen begangen wurden. Literarisch wurde diese Epoche von Iris Origo in ihrem Buch Toskanisches Tagebuch 1943/44: Kriegsjahre im Val d’Orcia festgehalten.

## Weitere Orte und Sehenswürdigkeiten

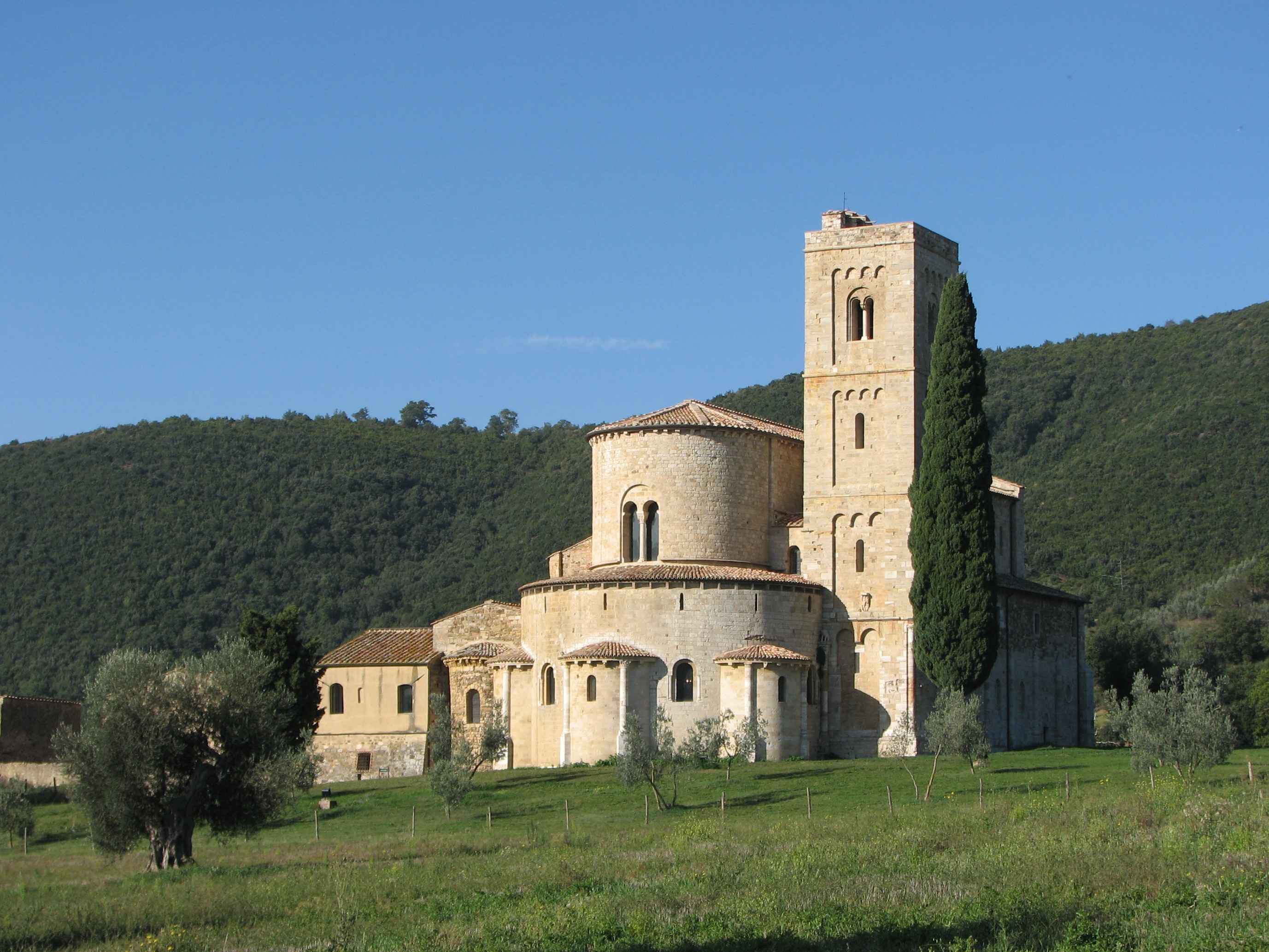
Die Abtei Sant’Antimo im Val d’Orcia

- Abtei Sant’Antimo, Kloster im Ortsgebiet von Montalcino
- Bagni San Filippo, Thermalbäder in Ortsgebiet von Castiglione d’Orcia
- Bagno Vignoni, Thermalbäder im Ortsgebiet von San Quirico d’Orcia
- Campiglia d’Orcia
- Parco Artistico Naturale e Culturale della Val d’Orcia, 1996 entstandener Naturpark[3]
- Rocca d’Orcia, Burg der Aldobrandeschi nahe Castiglione d’Orcia
- Torrenieri, Ort an der Via Francigena, Ortsteil von Montalcino
- Vivo d’Orcia, Ortsteil von Castiglione d’Orcia am Monte Amiata